# Taranto Story
Taranto Story è stato un programma televisivo trasmesso il lunedì in quattro puntate, da Rai Tre dal 17 dicembre 1984 al 14 gennaio 1985, diretto da Gennaro Magliulo, in cui veniva ripercorsa l'ultracinquantenaria carriera del famoso attore napoletano Nino Taranto.

## Il programma
Il programma era condotto dallo stesso Nino Taranto. Ciascuna puntata, della durata di circa sessanta minuti, aveva un tema portante della sua carriera (ad esempio la seconda e la quarta furono dedicate rispettivamente alla rivista di Nelli & Mangini e Dino Verde e a Raffaele Viviani, in altre Giuseppe Marotta, Luigi Pirandello, Totò, il Pulcinella di Antonio Petito) e venivano riproposti sketch di repertorio tramite scenografie montate in studio, introdotti ed interpretati dallo stesso Taranto, insieme ad altri attori della sua compagnia teatrale (Carlo Taranto, Tullio Del Matto, Rino Gioielli, Lino Mattera, Anna Walter, Aldo De Martino e altri). Tra gli ospiti d'onore si ricordano la partecipazione di Enzo Cannavale, cointerprete di una scenetta e la cantante Mirna Doris, che chiuse l'ultima delle quattro puntate interpretando Lusingame. Durante la seconda puntata è stata anche trasmessa la registrazione di una scenetta sulle differenze tra Napoli e Milano, interpretata insieme a Gino Bramieri, la quale si concludeva con una versione in chiave patriottica di Ciccio Formaggio e cantata da entrambi gli attori (Vogliamoci più bene veramente/ Facciamolo così italianamente/ Uniamo insieme pizza e panettone/ Uniamo il mandolino ed il bullone/ Facciamo un piatto Napoli-Milano/ I vermicelli con lo zafferano).
Ogni puntata aveva un prologo, un intermezzo negli studi di registrazione e un epilogo, ambientati nella vita quotidiana di una famiglia napoletana, composta da Bartolomeo Capuozzi (interpretato dallo stesso Taranto), sua moglie (Anna Maria Ackermann), suo figlio Geppino (Carmine Pagano) e suo suocero Gervasio (Carlo Taranto); Bartolomeo è un anziano attore che lavora presso gli studi della Rai come controfigura di Nino Taranto. Egli è ossessionato dal dover sostituire l'attore in scene particolarmente impegnative che provocano danni alla sua salute: nella prima puntata riceve degli schiaffi durante l'interpretazione di una sceneggiata che gli ostacolano il movimento di una mascella; nella seconda deve interpretare un prigioniero nazista ed è costretto a stare a dieta forzata, oltre a dover ricevere in una scena dei pesanti calci alle terga da un soldato tedesco; nella terza si becca delle raffiche di acqua fredda per interpretare una scena ambientata sotto la pioggia e nella puntata successiva è fortemente raffreddato. Ciò nonostante è costretto a sopportare anche i continui lamenti del regista Peluso (Mario Scarpetta), il quale non soddisfatto delle prestazioni di Capuozzi, finisce sempre col paragonarlo negativamente rispetto a Nino Taranto. Da ciò nasce una totale antipatia di Capuozzi nei confronti di Taranto, al punto di disapprovare l'atteggiamento dei familiari, i quali durante il prologo approfittano della sua assenza per accendere il televisore e seguire la puntata settimanale del programma. Ogni puntata si concludeva in casa Capuozzi con un incontro virtuale tra Bartolomeo e Nino Taranto (attraverso lo schermo del televisore o con un'apparizione tipo fantasma), dove il primo gli rinfacciava la vita professionale che era costretto a condurre, e il secondo che lo rimproverava o rincuorava secondo la situazione.